# Collegium musicum
El Collegium musicum fue uno de varios tipos de sociedades musicales que surgieron en ciudades y pueblos alemanes y germano-suizos durante la Reforma, y prosperaron hasta mediados del siglo xviii.
Generalmente, mientras sociedades como la Kantorei (coral) cultivaban la música vocal para la interpretación en la iglesia y el Convivium musicum discutía la filosofía musical en un banquete, las Collegia musica interpretaban música vocal e instrumental por placer. Se centraban en la música instrumental a medida que crecía durante la época barroca. Aun siendo en principio sociedades de aficionados, las Collegia contaban a menudo con profesionales para completar las filas de sus músicos y admitían a no miembros a las actuaciones. Muchas veces ofrecían conciertos a Iglesia, Estado y academia, por lo que contaban con la asistencia y patrocinio de ciudadanos destacados. A partir de la década de 1660, sus actuaciones marcaban en cierto modo los comienzos del mundo de los conciertos públicos en Alemania.

## Leipzig

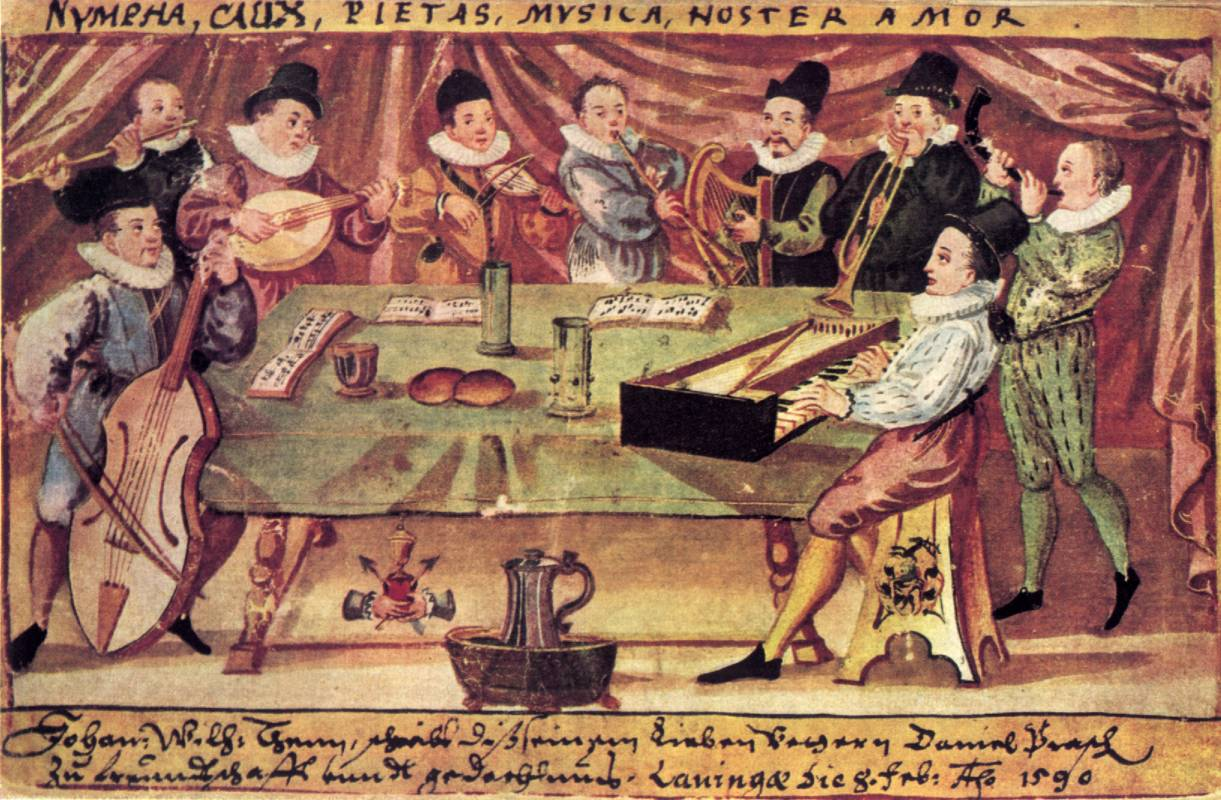
Collegium musicum del "Gymnasium illustre" de Lauingen, Alemania, témpera sobre papel

La collegia musica de Leipzig, compuesta principalmente por estudiantes universitarios, disfrutó de una sucesión de directores particularmente ilustres, entre ellos Johann Kuhnau (1688), refundado por Telemann (1702), y Bach (1729-1737), quien compuso varios conciertos y dramma per musica para presentaciones semanales en Café Zimmermann, la cafetería de Gottfried Zimmerman, y para conciertos "extraordinarios". Telemann continuó promoviendo conciertos profesionales de los colegios de Frankfurt y Hamburgo a fines de la década de 1720, fomentando así la aparición de conciertos públicos por suscripción en Alemania. Con la emigración de Moravia, la universidad estadounidense surgió a partir de 1744 en Pensilvania, Maryland, Ohio y las Carolinas.
En 1909, Hugo Riemann refunda el colegio de Leipzig dentro de la Universidad, iniciando una tendencia moderna generalizada en las universidades alemanas y estadounidenses para fomentar la interpretación de la música antigua en instrumentos originales o réplicas. El término collegium musicum se ha asociado en gran medida con conjuntos universitarios que interpretan música antigua, aunque desde una perspectiva histórica, el término no implica necesariamente ninguna restricción en el repertorio.

## Otras ciudades
Aunque el Collegium Musicum (Leipzig) se convirtió en el más famoso debido a su asociación con Bach, otras ciudades tenían instituciones similares. El Collegium Musicum (Hamburgo) fue un conjunto musical amateur fundado en Hamburgo en el siglo XVII por Matthias Weckmann, como complemento al Hamburger Ratsmusik profesional.

## Conjuntos modernos
Varios conjuntos modernos han tomado el nombre, entre ellos:
- Collegium Musicum de la Universidad de Cambridge
- El Collegium Musicum de la Universidad de Heidelberg
- El Collegium musicum Bonn de la Universidad de Bonn
- El Collegium Musicum de la Universidad Martin Luther de Halle-Wittenberg
- El Collegium Musicum de Londres
- Collegium Musicum Jamaica
- El Collegium Musicum de la Escuela de Música Eastman, Universidad de Rochester
- El Harvard-Radcliffe Collegium Musicum
- El Collegium Musicum de la Universidad de Columbia
- El Collegium Musicum de la Universidad de Duke
- El Collegium Musicum de la Universidad de Arizona
- El Collegium Musicum de Moravian College
- Collegium Musicum de Muhlenberg College
- El Collegium Musicum de la Universidad de Notre Dame
- Collegium Musicum 90, una orquesta barroca inglesa
- Collegium Musicum Basle, Suiza
- Collegium Musicum Bergen, Bergen, Noruega
- Collegium Musicum Den Haag, La Haya, Países Bajos
- L.S.K.O. Collegium Musicum Leiden, Leiden, Países Bajos
- Rutgers Collegium Musicum
- Collegium Musicum Oberliniense
- El Collegium musicum de Caracas.
- El Collegium Musicum de Reed College
- Collegium Musicum de St. Olaf College
- Collegium Musicum de la Universidad Rowan
- Collegium Musicum, una banda de art rock eslovaca formada por Marián Varga
- El Collegium Musicum de Colorado College
- Collegium Musicum de Luther College
- Collegium Musicum Hong Kong
- Collegium Musicum de Buenos Aires[2]
- Escuela secundaria Collegium Musicum Cabell Midland
- El Yale Collegium Musicum (fundado por Paul Hindemith)
- La Universidad de Toronto Collegium Musicum (dirigida por Ivars Taurins)
- Collegium Musicum Lviv (Ucrania)
- Collegium Musicum de la Universidad de Calgary[3]
- Collegium Musicum de la Universidad de Connecticut[4]
- Collegium Musicum de la Universidad de Varsovia[5]
- Collegium Musicum Orquesta del Programa Básico de Estudios Musicales del Conservatorio de Música de la Universidad Nacional de Colombia[6]